# Erfahrungswert
Erfahrungswerte sind die aus der Vergangenheit systematisch gesammelten Daten, die als Grundlage für eine Entscheidung herangezogen werden können.

## Allgemeines
Der Begriff Erfahrungswert ist sprachlich ein Determinativkompositum aus Erfahrung und Wert und stellt die angenäherte Problemlösung dar, die sich aus den Erfahrungen ableiten lässt. Als Daten aus der Vergangenheit dienen insbesondere Beobachtungen, Best Practices, Ereignisse jeder Art wie etwa Schadensereignisse, Erfahrungswissen, bewährte Erfolgsfaktoren, Kennzahlen (unter anderem betriebswirtschaftliche oder volkswirtschaftliche Kennzahlen), personenbezogene Daten, Statistiken,  Unternehmensdaten oder auch weiche Daten. Je mehr Erfahrungswerte vorliegen, umso sicherer sind Entscheidungen, wenn bei ihnen auch künftige Entwicklungen berücksichtigt werden. Dann können Erfahrungswerte zu Erwartungswerten werden. Die Einschätzung der künftigen Entwicklung ist von Bedeutung, weil nicht sicher sein kann, ob Vergangenheitswerte auch in der Zukunft auftreten werden. Ist dagegen mit hoher Wahrscheinlichkeit zu erwarten, dass sich die Erfahrungswerte in Zukunft nicht wiederholen werden, muss auf sie verzichtet werden. Sind die stabilen Erfahrungswerte positiv, also rechtfertigen sie eine Entscheidung zu Gunsten der risikoreicheren Alternative, dann heißt dies „Grundvertrauen“, bei negativen Erfahrungswerten liegt „Grundmisstrauen“ vor.
Erfahrungswerte führen oft zu so genannten Faustformeln, die es auch weniger erfahrenen Personen ermöglichen, näherungsweise und mit geringem Aufwand zu einer zufriedenstellenden Lösung zu gelangen.

## Anwendungsgebiete
Für viele Entscheidungsprozesse sind empirische, also auf Erfahrungen beruhende Untersuchungen, ein wichtiges Instrument zur Bereitstellung der notwendigen Vorkenntnisse. Auf der Grundlage systematisch erhobener Erfahrungswerte können sie Auskunft über die Käufer- und Verkäufermärkte, über Dienstleistungsqualität und Kundenzufriedenheit, über die Wirkung von Werbestrategien und über das Image von Verkehrsmitteln oder Tourismusregionen geben. Für Entscheidungsträger spielen Erfahrungswerte eine große Rolle, wenn Daten aus der Vergangenheit auch bei einer konkreten Entscheidung maßgeblich sein können.
Die gesamte Trendextrapolation mit ihrer Zeitreihenanalyse zum Zwecke der Prognose der künftigen Trendentwicklung baut auf Erfahrungswerten auf. Die Trendextrapolation „überträgt … die Erfahrungswerte der Vergangenheit nicht statisch, sondern dynamisch; sie extrapoliert nicht den Zustand, sondern den Wandel“. Sie wird genutzt bei Kreditwürdigkeitsprüfungen in Kreditinstituten, bei Kreditversicherungen, beim Länderrating, bei der Lieferantenbewertung oder bei sonstigen Ratings und Kreditscorings. Beim Kreditrisiko können interne Erfahrungswerte im Rahmen der Rechnungslegung mit bisherigen Kreditverlusten berücksichtigt werden (IFRS 9.B.55.51). Versicherer dürfen Versicherungsprämien bei verschiedenen Versicherungsnehmern wegen der Religion, einer Behinderung, des Alters oder der sexuellen Identität unterschiedlich kalkulieren, wenn diese nach § 20 Abs. 2 AGG auf anerkannten Prinzipien risikoadäquater Kalkulation beruhen, insbesondere auf einer versicherungsmathematisch ermittelten Risikobewertung unter Heranziehung statistischer Erhebungen. Hier können „anerkannte medizinische Erfahrungswerte oder Einschätzungstabellen der Rückversicherer“ herangezogen werden. Für Unfallfolgen haben sich bei Versicherern in langjähriger Entwicklung Erfahrungswerte gebildet, an denen sich die Schätzung der Minderung der Erwerbsfähigkeit orientiert. Bei Investitionsentscheidungen in Unternehmen ist bei fehlenden Erfahrungswerten die Ableitung objektiver Wahrscheinlichkeiten problematisch, so dass meist subjektive Wahrscheinlichkeiten zugrunde gelegt werden.

## Erfahrungssatz
Ein Gerichtsurteil beinhaltet einen Rechtsfehler, wenn eine tatsächliche Annahme nach der Lebenserfahrung schlechthin unmöglich ist und sich damit der Tatrichter über einen allgemeingültigen Erfahrungssatz hinwegsetzt. Ist angeblich jemand mit Transportmitteln über Land in einer halben Stunde von Hamburg nach München gereist, so muss dies den Erfahrungswerten und damit dem Erfahrungssatz eines Richters widersprechen.